# Consejo Mundial de Lucha Libre
Il Consejo Mundial de Lucha Libre è una federazione di lucha libre con sede a Città del Messico ed è la più vecchia realtà di wrestling ancora in attività, essendo nata nel 1933. Gli spettacoli della CMLL avvengono principalmente nella capitale, ma sono frequenti spettacoli anche nel centro e sud del Messico.
Se si escludono le Lucha de apuestas e speciali occasioni nella arena locale di Guadalajara che prevedono incontri "mano a mano" (uno contro uno), tutti i match sono principalmente tre contro tre sulla 2 out of 3 falls match (ovvero suddivisi in tre round). Inoltre viene data molta importanza all'esperienza degli atleti: i più giovani possono passare anni nella mid-card o nell'undercard prima di lottare in incontri di cartello.
Il CMLL riconosce 12 titoli come mondiali suddivisi in varie categorie di peso, oltre a 6 titoli nazionali e 6 regionali. L'evento annuale più importante è lo show di anniversario, tenutosi per la prima volta nel 1934, mentre altri show rilevanti e tenuti annualmente sono Homenaje a Dos Leyendas ("Omaggio a due leggende"), Sin Piedad ("Nessuna pietà"), Sin Sailda ("Nessuna via di fuga") e Infierno en el Ring ("Inferno nel ring"). Lo show settimanale di riferimento è Super Viernes, che si tiene regolarmente fin dagli anni '30.

## Storia
Prima del 1933, le manifestazioni di lucha libre in Messico venivano promosse principalmente da promoter stranieri che organizzavano incontri di lucha libre in varie città del Messico e soprattutto lungo il confine degli Stati Uniti, dove era più facile esibire i lottatori professionisti americani come principali attrazioni.

### Creazione
Nel 1929 Salvador Lutteroth, ispettore immobiliare per il Dipartimento fiscale messicano, si trasferì a Ciudad Juárez vicino al confine con gli Stati Uniti e durante un viaggio a El Paso in Texas assistette a uno spettacolo di wrestling rimanendone interessato, soprattutto grazie al Main Event che vedeva in azione il wrestler greco Gus Pappas. Quattro anni dopo, insieme con il finanziatore Francisco Ahumada, fondò la Empresa Mexicana de Lucha Libre (EMLL), la prima federazione messicana di wrestling. Il primo spettacolo si tenne il 21 settembre 1933, data considerata nascita della Lucha Libre, con lo stesso Lutteroth considerato il padre della disciplina.
Inizialmente la EMLL cercò di tenere i suoi eventi nell'Arena Nacional, la sede principale degli eventi di pugilato di Città del Messico, ma i diversi rifiuti convinsero Lutteroth a scegliere una struttura abbandonata, l'Arena Modelo, che fu usata dalla federazione come proprio quartier generale. In breve tempo la lucha libre acquisì una enorme popolarità, al punto che nel 1934 l'evento del primo anniversario richiamò una folla di 5.000 spettatori, segnando un tutto esaurito. Nello stesso anno un lottatore americano esordì nella federazione con il volto coperto da una maschera di pelle nera e Lutteroth gli diede il nome di La Maravilla Enmascarada (La Meraviglia Mascherata). Negli Stati Uniti i wrestler mascherati non godevano di molta popolarità, ma il successo di La Maravilla Enmascarada in Messico spinse la EMLL ad adottare un numero sempre maggiore di maschere, prima con El Enmascarado (Il Mascherato) e poi con El Murcielago Enmascarado (Il Pipistrello Mascherato). Fu così che attraverso l'uso delle maschere e dei personaggi sul ring nacque la sacralità della maschera nella Lucha Libre, rendendola il simbolo e la rappresentazione scenica dei "luchadores". Nei primi anni di attività la EMLL fece molto affidamento su lottatori statunitensi, ma nel tempo iniziò ad utilizzare un numero sempre maggiore di wrestler messicani che iniziarono ad occupare zone sempre più importanti della card. Per crescere maggiormente, la EMLL iniziò a lavorare con diverse promozioni minori messicane, concedendo loro l'uso del nome EMLL e di alcuni lottatori sotto contratto, potendo in cambio accedere ai loro luchadores. Gli uffici di organizzazione erano indipendenti l'uno dall'altro, ma in caso di controversie era quello di Città del Messico ad avere l'ultima parola su chi potesse promuovere determinati lottatori.

### Il successo

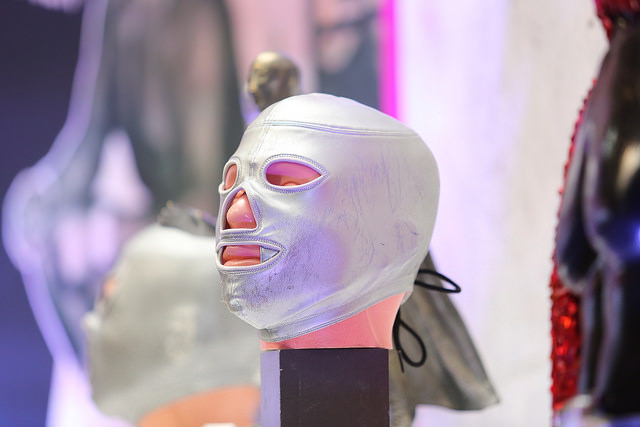
La maschera originale di El Santo

Nel 1942 debuttò un lottatore con una maschera d'argento e conosciuto come El Santo (Il Santo), una figura che sarebbe diventata un'icona culturale in tutto il Messico ed è tuttora citato come il wrestler messicano più popolare di sempre. Con la popolarità di El Santo e di tanti altri wrestler messicani come Bobby Bonales, Tarzán Lopez, Cavernario Galindo e Gory Guerrero l'Arena Modelo divenne troppo piccola per poter venire incontro alla richiesta di posti a sedere. Lutteroth decise così di avviare la costruzione dell'Arena Coliseo a Città del Messico, la prima struttura costruita appositamente per il wrestling del Messico, oltre che la prima struttura di tutta la nazione ad avere l'aria condizionata. L'arena, soprannominata L'Imbuto a causa della sua forma interna, accoglieva oltre 8.800 spettatori in caso di evento di Lucha Libre o di boxe. L'Arena Coliseo iniziò così ad ospitare tutti gli show di anniversario della EMLL, a iniziare dal 10°.
Nel 1953 la EMLL si unì alla statunitense National Wrestling Alliance (NWA), diventando ufficialmente territorio NWA sull'intero Messico, diventando nota come NWA-EMLL all'infuori del paese. Unendosi alla NWA, Lutteroth ottenne il controllo del NWA World Light Heavyweight Championship; poté inoltre rinominare il suo World Middleweight Championship in NWA World Middleweight Championship e il suo World Welterweight Championship in NWA World Welterweight Championship. Nella prima metà degli anni '50 la televisione era diventata un mezzo di intrattenimento molto importante per il Messico e sarebbe servita a rafforzare la popolarità dell'EMLL, ma l'Arena Coliseo non era correttamente dotata per poter tenere delle trasmissioni televisive. Grazie a una vincita di 5 Milioni di pesos alla lotteria Messicana da parte del personale della EMLL, Lutteroth poté finanziare la costruzione dell'Arena México, dove una volta sorgeva la Arena Modelo. La realizzazione di questa struttura permise alla EMLL di trasmettere i propri eventi settimanali di wrestling in Messico e di beneficiarne in popolarità. Dal 1956 tutti gli eventi di anniversario della EMLL, a partire dal 23°, si tennero all'Arena México, eccezion fatta per il 46°. Nel corso degli anni l'Arena divenne famose come "La Cattedrale della Lucha Libre".
Negli anni successivi Lutteroth iniziò ad allontanarsi dalle operazioni quotidiane della federazione, lasciandole nelle mani del figlio Salvador "Chavo" Lutteroth Jr.
Nel 1975 il promoter locale Francisco Florez e il preparatore Ray Mendoza abbandonarono la EMLL, in contrasto con lo stile conservativo della federazione, per fondare la Universal Wrestling Association (UWA) e portando con loro molti dei giovani lottatori della EMLL, diventando la sua prima vera concorrente in Messico.

### Da EMLL a CMLL
A metà degli anni '80 Chavo Lutteroth Jr. lasciò il controllo della federazione a suo nipote Paco Alonso, pronipote di Salvador Lutteroth. Sul finire degli anni '80 la EMLL abbandonò la NWA, prendendo le distanze dall'organizzazione del wrestling strettamente politica che era adottata dalla Alliance. A quel punto Paco Alonso, assistito dal dirigente Antonio Peña e dal promoter dell'area di Monterrey Carlos Humberto Elizondo, cambiò il nome della federazione in Consejo Mundial de Lucha Libre (CMLL), per stabilire una nuova identità dopo la separazione dalla NWA, gestendo i propri titoli e organizzando i promoter che avrebbero voluto unirsi alla federazione. Tra il 1991 e il 1993 il CMLL creò 8 titoli mondiali, in aggiunta ai tre titoli NWA, che rimasero all'interno della federazione. All'inizio degli anni '90 gli eventi del Consejo iniziarono ad essere trasmessi sul canale televisivo Televisa, ottenendo una seconda esplosione di popolarità.

### La fondazione della AAA
A metà degli anni '80 Antonio Peña, un tempo wrestler della CMLL, divenne uno dei principali booker della federazione, aiutando a decretare i vincitori dei match, a scrivere le storie e in tanti altri aspetti, essendo anche uno dei principali fautori del cambio di nome da EMLL a CMLL. Peña si scontrava spesso con l'altro booker principale della CMLL Juan Herrera, che preferiva mantenere un vecchio stile basato sui pesi massimi come Atlantis, El Dandy e El Satánico, mentre Peña voleva dare maggior risalto a wrestler più giovani e rapidi come Konnan, Octagón o Máscara Sagráda. 
Quando Paco Alonso, leader del CMLL, decise di seguire la strada di Herrera, Peña iniziò a negoziare con l'emittente Televisa per trasmettere gli eventi di una nuova federazione di Wrestling. Nel 1992 Peña e Televisa diedero vita alla Asistencia Asesoria y Administracion (AAA), che era tecnicamente in mano a Peña ma i cui diritti sul nome erano di proprietà di Televisa. In una dinamica simile alla partenza di Flores negli anni '70, Peña portò con sé diversi giovani wrestler, scontenti del loro impiego nella CMLL. Con la nascita della AAA, la federazione sostituì la UWA come principale concorrente del CMLL, dando vita ad una lunga rivalità tra le due federazioni. Nel 1996 la CMLL iniziò a promuovere un evento annuale in marzo, prima per rendere omaggio a Salvador Lutteroth, aggiungendo successivamente El Santo e assumendo infine il nome definitivo di Homenaje a Dos Leyendas, che sarebbe stato tenuto ogni anno a partire da allora.

### 21º secolo

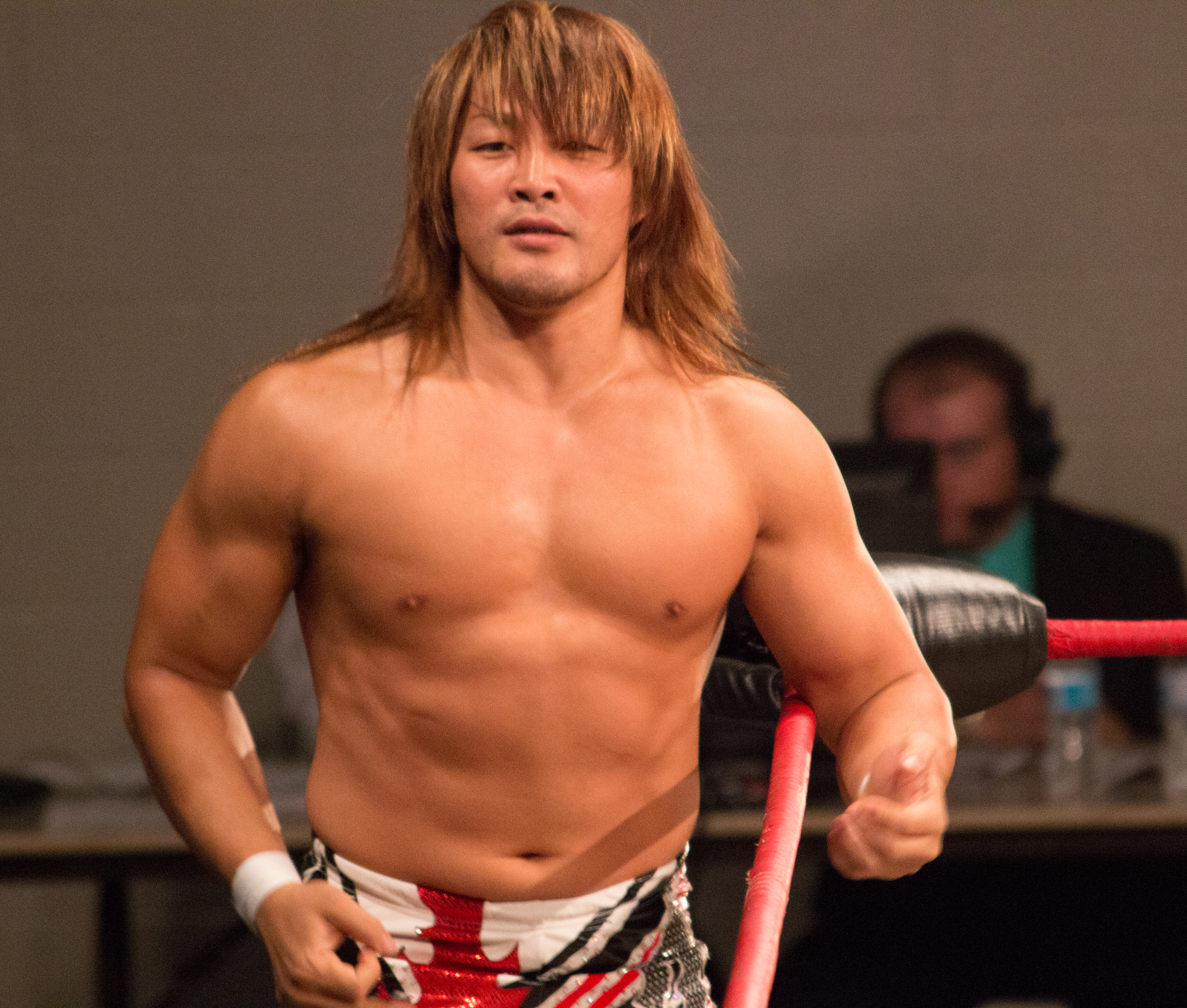
Hiroshi Tanahashi, un lottatore NJPW durante la tournée in Messico

Dopo aver vissuto un periodo di crisi nel corso degli anni '90, legata principalmente alla crescente popolarità della AAA, il CMLL riuscì a riprendersi a livello di ascolti, rimanendo ancorato ai dettami della tradizione della Lucha Libre, rifiutando di adottare uno stile più vicino a quello statunitense, come fatto invece dalla federazione concorrente.
Dal 2007 al 2009 il CMLL ha mantenuto una collaborazione con la federazione americana Total Nonstop Action Wrestling (TNA) che vide i propri lottatori (Averno, Rey Bucanero, Último Guerrero e Volador, Jr.) vincere la TNA World X Cup 2008 e il wrestler della TNA Alex Shelley vincere il CMLL International Grand Prix 2008. Nel 2008 iniziò anche la collaborazione con la giapponese New Japan Pro-Wrestling (NJPW), con la quale le due federazioni si sono scambiati più volte i lottatori e in alcune occasioni i titoli, come Místico che ha detenuto l'IWGP Junior Heavyweight Championship e Jushin Thunder Liger, vincitore del torneo CMLL Universal. Dal 2011 le due federazioni hanno co-promosso ogni anno degli eventi con il nome di Fantastica Mania in Giappone.
Nel 2011 la CMLL ha intrapreso una terza collaborazione, con la federazione femminile Universal Woman's Pro Wrestling Reina, dando vita ad un titolo co-promosso dalle due federazioni, il CMLL-Reina International Junior Championship, che un anno dopo è stato seguito dal CMLL-Reina International Championship.
Il 13 marzo 2010 è stata pubblicata su YouTube un'intervista di David Marquez a Robert Trobich, direttore esecutivo e consulente legale della NWA. Nell'intervista Trobich sosteneva che il CMLL non aveva i permessi per l'uso del marchio e dei titoli NWA, permessi che in messico erano detenuti dalla federazione NWA Mexico, affiliata alla Alliance e gestita da Blue Demon Jr.. La CMLL restituì così i tre titoli, sostituendoli con la creazione dei NWA World Historic Light Heavyweight Championship, NWA World Historic Middleweight Championship e NWA World Historic Welterweight Championship.
Il 19 settembre 2014 il CMLL è diventato la seconda federazione di wrestling del continente (dopo la WWE) a far registrare un incasso superiore a 1 Milione di dollari grazie all'evento per l'81º anniversario, in cui il main event vedeva un mask vs. mask match tra Atlantis e Último Guerrero. Nello stesso anno la federazione strinse un accordo per una collaborazione con la federazione indipendente Lucha Libre Elite, nel tentativo di convogliare più lottatori del panorama indipendente verso la CMLL. La collaborazione terminò nel 2018.
Il 6 luglio 2016 la NJPW annunciò che avrebbe trasmesso gli show CMLL del venerdì sul suo servizio di streaming video NJPW World. Il 10 agosto dello stesso anno il CMLL annunciò l'inizio di una collaborazione con la federazione americana Ring of Honor (ROH), collaborazione durata fino al 27 aprile 2021.
Paco Alonso morì il 6 luglio 2019, e la proprietà del CMLL fu ereditata da sua figlia Sofìa Alonso, nominata presidente il 10 luglio. Tuttavia Sofìa fu sollevata dalla sua posizione appena un mese dopo, il 26 agosto, sostituita da Salvador "Chavo" Lutteroth III.
Nel settembre 2021 Hajime Sato, presidente della federazione giapponese Ice Ribbon, apparì in un episodio di CMLL Informa per annunciare l'inizio di una collaborazione tra le due promozioni.
Il 13 ottobre 2023 la federazione ha intrapreso una collaborazione con la All Elite Wrestling (AEW).

## Titoli

### Titoli mondiali
| Titolo                                            | Campione                      | Data             | Luogo              |
| ------------------------------------------------- | ----------------------------- | ---------------- | ------------------ |
| CMLL World Heavyweight Championship               | Gran Guerrero                 | 7 novembre 2022  | Puebla de Zaragoza |
| CMLL World Light Heavyweight Championship         | MJF                           | 1 agosto 2025    | Città del Messico  |
| CMLL World Middleweight Championship              | Templario                     | 12 maggio 2023   | Città del Messico  |
| CMLL World Welterweight Championship              | Titan                         | 8 dicembre 2019  | Città del Messico  |
| CMLL World Lightweight Championship               | Stigma                        | 15 marzo 2022    | Città del Messico  |
| CMLL World Mini-Estrellas Championship            | Ultimo Dragoncito             | 16 novembre 2023 | Città del Messico  |
| CMLL World Micro-Estrellas Championship           | Tengu                         | 1 gennaio 2025   | Città del Messico  |
| CMLL World Tag Team Championship                  | Angel de Oro e Niebla Roja    | 23 gennaio 2022  | Città del Messico  |
| CMLL World Trios Championship                     | Mascara Dorada, Mistico, Neon | 16 maggio 2025   | Città del Messico  |
| CMLL World Women's Championship                   | Mercedes Moné                 | 18 giugno 2025   | Mexico City        |
| CMLL World Women's Tag Team Championship          | Lluvia e La Jarochita         | 21 marzo 2025    | Città del Messico  |
| NWA World Historic Light Heavyweight Championship | Atlantis Jr                   | 4 febbraio 2023  | Città del Messico  |
| NWA World Historic Middleweight Championship      | Flip Gordon                   | 15 novembre 2024 | Città del Messico  |
| NWA World Historic Welterweight Championship      | Mascara Dorada                | 15 dicembre 2023 | Città del Messico  |

### Titoli nazionali
| Titolo                                          | Campione                                | Data              | Luogo             |
| ----------------------------------------------- | --------------------------------------- | ----------------- | ----------------- |
| Mexican National Heavyweight Championship       | Akuma                                   | 28 marzo 2025     | Città del Messico |
| Mexican National Light Heavyweight Championship | Esfinge                                 | 23 maggio 2023    | Città del Messico |
| Mexican National Middleweight Championship      | Guerrero Maya Jr                        | 2 giugno 2023     | Città del Messico |
| Mexican National Welterweight Championship      | Magia Blanca                            | 24 giugno 2022    | Città del Messico |
| Mexican National Lightweight Championship       | Rayo Metalico                           | 27 settembre 2024 | Città del Messico |
| Mexican National Tag Team Championship          | Magnus e Rugido                         | 9 luglio 2023     | Città del Messico |
| CMLL Arena Coliseo Tag Team Championship        | El Hijo de Villano III e Villano III Jr | 6 aprile 2024     | Città del Messico |
| Mexican National Trios Championship             | Hombre Bala Jr, Max Star e Futuro       | 9 luglio 2024     | Città del Messico |
| Mexican National Women's Championship           | India Sioux                             | 7 marzo 2025      | Città del Messico |
| Mexican National Women's Tag Team Championship  | Andromeda e Skadi                       | 8 marzo 2024      | Città del Messico |

### CMLL Guadalajara
| Titolo                                   | Campione                                  | Data             | Luogo             |
| ---------------------------------------- | ----------------------------------------- | ---------------- | ----------------- |
| Occidente Heavyweight Championship       | Bestia Negra                              | 1 marzo 2022     | Guadalajara       |
| Occidente Light Heavyweight Championship | Esfinge                                   | 5 dicembre 2017  | Città del Messico |
| Occidente Middleweight Championship      | Zandokan Jr                               | 22 febbraio 2022 | Guadalajara       |
| Occidente Women's Championship           | Lluvia                                    | 23 aprile 2024   | Guadalajara       |
| Occidente Tag Team Championship          | La Fashion e Dulce Gardenia               | 2 gennaio 2024   | Guadalajara       |
| Occidente Women's Tag Team Championship  | Silueta e Zeuxis                          | 7 gennaio 2025   | Guadalajara       |
| Occidente Trios Championship             | Guerrero de la Muerte, Rafaga, Furia Roja | 20 maggio 2025   | Guadalajara       |

### Titoli condivisi
| Titolo                          | Campione     | Data          | Luogo             |
| ------------------------------- | ------------ | ------------- | ----------------- |
| CMLL Japan Women's Championship | Dark Silueta | 4 luglio 2025 | Città del Messico |

## Tornei
| Torneo                           | Ultimo vincitore              | Data              |
| -------------------------------- | ----------------------------- | ----------------- |
| Campeonato Universal             | Titan                         | 25 aprile 2025    |
| Campeonato Universal de Amazonas | Persephone                    | 18 ottobre 2024   |
| Copa Dinastia                    | Atlantis e Atlantis Jr.       | 15 giugno 2025    |
| Copa Fantastica                  | The DKC                       | 13 luglio 2024    |
| Copa Independencia               | Titan                         | 13 settembre 2024 |
| Gran Prix Internacional          | Claudio Castagnoli            | 23 agosto 2024    |
| Gran Prix Internacional Femenil  | Reyna Isis                    | 25 ottobre 2024   |
| La Copa Junior                   | Zandokan Jr.                  | 30 maggio 2025    |
| Leyenda de Azul                  | Mistico                       | 29 novembre 2024  |
| Leyenda de Plata                 | Neon                          | 25 luglio 2025    |
| El Rey de Aire                   | Neon                          | 4 febbraio 2025   |
| Rey del Inframundo               | Difunto                       | 1 novembre 2024   |
| Torneo Gran Alternativa          | Templario e Legendario        | 27 dicembre 2024  |
| Torneo Increible de Parejas      | Mascara Dorada e Rocky Romero | 29 marzo 2024     |